# Cerro Poqui
El cerro Poqui es un cerro chileno ubicado en la Región de O’Higgins, entre las comunas de Coltauco y Doñihue. Con una altura de 1826 m s. n. m., forma parte de un cordón montañoso de la Cordillera de la Costa que se alza al sur de la laguna Aculeo y que conforma el límite de las regiones Metropolitana y O’Higgins, cuya más alta cumbre es el cerro Alto de Cantillana.

## Ecología

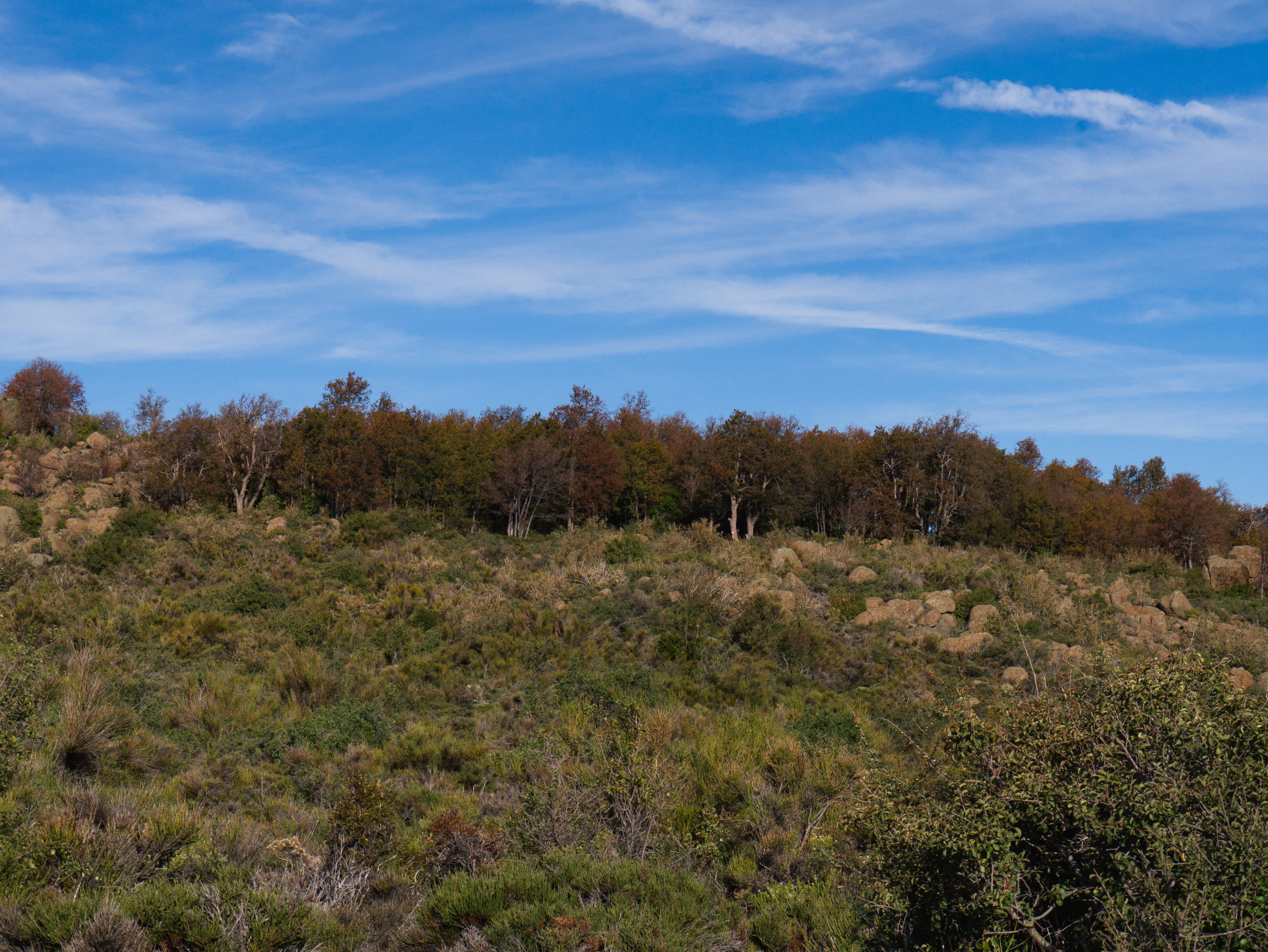
Roblería en la cara oriental del cerro

La vertiente sur del cerro Poqui fue declarada Santuario de la naturaleza en 2018, comprendiendo un área aproximada de 1.026 hectáreas bajo esta protección patrimonial. El cerro se encuentra inserta en los bosques mediterráneos de Chile central, sector reconocido mundialmente como un punto caliente de biodiversidad, por la riqueza de flora vascular del lugar estimada en unas 2.500 especies, de las cuales un 50% son endémicas de Chile y un 25% son exclusivas de la región mediterránea central. El cerro Poqui posee sectores de bosque esclerófilo, matorral xerófilo y vegetación de altura, resaltando en el cerro árboles como el hualo, el roble de Santiago, el pellín y arbustos como el chagual.
En cuanto a su fauna, destacan especies como Liolaemus nigroviridis (lagartija negroverdosa), Alsodes cantillanensis (rana de pecho espinoso de Cantillana), Pristidactylus valeriae (gruñidor de Valeria), Callopistes maculatus (iguana chilena); Leopardus guigna (güiña), Galictis cuja (quique) y Lycalopex culpaeus (zorro culpeo), y más de 50 especies de aves. Asimismo, se destaca la presencia en el área de insectos endémicos amenazados, tales como Apterodorcus tristis (mancapollo); Bombus dahlbomii (abejorro colorado); Callyntra cantillana (cascarudo de Cantillana), Callyntra hibrida (cascarudo del Poqui) y Sclerostomulus nitidus (borrachito).

## Folclore
De acuerdo con la leyenda local, los fieles de los alrededores del cerro hicieron una promesa a la Virgen María, que consistió en peregrinar hacia la cima del Poqui y allí celebrar una misa, para pedir por el fin de una gran sequía que afectaba a la zona. Tras encontrar un hermoso lugar en medio de una roblería nativa en la cumbre, fabricaron improvisadamente una gruta con la imagen de la Virgen de Lourdes y usaron una gran piedra lisa como altar, y que una vez bajaron del cerro comenzó a llover copiosamente, razón por la cual cada año se realiza una misa en la cumbre del cerro en agradecimiento y veneración.

## Turismo
Es un destino frecuentado por amantes del senderismo y montañismo. Desde su cumbre se puede contemplar el valle del Cachapoal, siendo también posible observar montañas andinas como los cerros Picos del Barroso y Dr. Augusto Figueroa, y los volcanes El Palomo, Tinguiririca, El Plomo, Marmolejo, entre otros.